# Arantzazu
Arantzazu – gmina w Hiszpanii, w prowincji Biskaja, w Kraju Basków, o powierzchni 3,65 km². W 2011 roku gmina liczyła 360 mieszkańców.